# Adonisea conizae
Adonisea conizae là một loài bướm đêm trong họ Noctuidae.